# Teodato Ipato
Teodato Ipato (også Diodato eller Deusdedit, latin: Theodatus Ursus) blev doge i Venedig i 742 efter et kort interregnum ved hans fars død, Orso Ipato. Hans efternavn er rent faktisk den byzantinske titel hypatos. Teodato flyttede hovedstaden i Republikken Venedig fra Heraclea til Malamocco. 
I 751 blev det byzantinske exarkat i Ravenna erobret af Langobarderne og Venedig blev den sidste byzantinske besiddelse i Norditalien. Samme år afsatte frankerne den sidste merovingske konge, Childeric 3., og valgte karolingeren Pippin den Lille, en svoren tilhænger af paven og fjende og af longobarderne. Venedig blev herved en praktisk taget uafhængig stat. Teodato fik ikke lov at regere ret længe. Han blev afsat og blindet i 755 af Galla Gaulo, som tilranede sig hertugtronen.